# Rockaby
Rockaby ['rakəbai] ist ein kurzer Einakter, den Samuel Beckett 1980 für die State University of New York schrieb. Diese wollte ein Symposium zum 75. Geburtstag Becketts veranstalten und hatte ihn um einen Beitrag gebeten. Rockaby wurde am 8. April 1981 unter der Regie von Alan Schneider in Buffalo uraufgeführt.
Der Titel spielt auf ein etwas derb humoriges englisches Kinderlied mit dem Titel Rock-a-bye Baby an, dessen populärste Version, ähnlich wie das deutsche Gegenstück „Hoppe, hoppe, Reiter“ damit endet, dass ein Baby von einem Baum fällt, weil der Ast bricht, auf dem seine Wiege stand: 
„Rock-a-bye baby, on the treetop, / When the wind blows, the cradle will rock, / When the bough breaks, the cradle will fall, / And down will come baby, cradle and all.“

## Handlung
Rockaby zeigt das Sterben einer alten Dame. Ganz in Schwarz gekleidet sitzt sie regungslos im Schaukelstuhl ihrer verstorbenen Mutter, dessen wippende Bewegung immer dann wie von Geisterhand angestoßen einsetzt, wenn sie nach „mehr“ verlangt. Ihr Gesicht ist kreidebleich, ihre Haare sind grau, ihre Augen riesengroß. Die Bühne ist leer und dunkel. Zu hören ist nur ihre monotone Stimme, die nicht aus ihrem Mund, sondern vom Tonband kommt und ihr in Form eines rhythmischen Hörspiels, getragen vom Metrum des Schaukelstuhls, Geschichten von ihrer Vergangenheit und ihrer toten Mutter erzählt.
Vier Mal gibt die Frau mit ihrem (jedes Mal leiser werdenden) „Mehr“ dem Stuhl und der Stimme das Zeichen zur Fortsetzung des akustischen Spiels, dreimal stoppt sie es durch ein kleines Veto wieder. Auch dieser Einspruch und das Schaukeln ihres Stuhls werden jedes Mal zögerlicher und sanfter. Am Schluss des Stücks wartet man vergebens auf ihre Unterbrechung. Das Schaukeln kommt trotzdem allmählich zum Stillstand, während die Frau langsam den Kopf sinken lässt und stirbt.